# イ・ジェウク
イ・ジェウク（朝: 이재욱、1998年5月10日 - ）は、大韓民国の俳優。2020年5月より、C-JeSエンターテインメント所属。
以前は、VASTエンターテイメント所属。

## 出演
主演作品は太字

### ドラマ
- アルハンブラ宮殿の思い出（2018年、tvN） - マルコ・ハン役[4]
- 恋愛ワードを入力してください〜Search WWW〜（2019年、tvN） - ソル・ジファン役[5]
- 偶然見つけたハル（2019年、MBC） - ペク・ギョン役[6]
- 天気がよければ会いにゆきます（2020年、JTBC） - イ・ジャンウ役[7]
- ドドソソララソ（2020年、KBS） - ソヌ・ジュン役[8]
- 女神降臨（2020年、tvN） - ペク・ギョン役（カメオ出演）[9]
- ムーブ・トゥ・ヘブン: 私は遺品整理士です（2021年、Netflix） - キム・スチョル役（カメオ出演）[10][11]
- キスシックスセンス（2022、Disney+） - 映画『ハル』の主人公役（カメオ出演）
- 還魂（2022年、tvN） - チャン・ウク役[12]
- もうすぐ死にます（2023年、アマゾンプライム) - チョ・テサン役
- 予期せぬ相続者(2024、Disney+) ハン・テオ

### 映画
- 長沙里9.15（2019年） - イ・ゲテ役[13]

## 賞とノミネート
| 年度 | 賞                              | カテゴリー                         | 作品             | 結果       | 参考   |
| ---- | ------------------------------- | ---------------------------------- | ---------------- | ---------- | ------ |
| 2019 | MBC演技大賞                     | 新人俳優賞                         | 偶然見つけたハル | 受賞       | [ 14 ] |
| 2019 | MBC演技大賞                     | ベストカップル賞 with キム・ヘウン | 偶然見つけたハル | ノミネート | [ 15 ] |
| 2020 | 第56回百想芸術大賞              | TV部門新人俳優賞                   | 偶然見つけたハル | ノミネート | [ 16 ] |
| 2020 | 今年のブランド大賞              | 俳優部門男性新人賞                 | 該当なし         | 受賞       | [ 17 ] |
| 2020 | 第5回アジアアーティストアワード | AAA俳優部門男性新人賞              | 偶然見つけたハル | 受賞       | [ 18 ] |
| 2020 | KBS演技大賞                     | ミニシリーズ部門優秀俳優賞         | ドドソソララソ   | 受賞       | [ 19 ] |
| 2020 | KBS演技大賞                     | ベストカップル賞 with コ・アラ     | ドドソソララソ   | ノミネート | [ 20 ] |
| 2020 | KBS演技大賞                     | 男性人気賞                         | ドドソソララソ   | ノミネート |        |
| 2021 | 第7回APANスターアワード         | 新人俳優賞                         | 偶然見つけたハル | ノミネート |        |